# Jueces 15
Jueces 15 es el decimoquinto capítulo del Libro de los Jueces en el Antiguo Testamento o la Biblia hebrea. Según la tradición judía, el libro fue atribuido al profeta Samuel, pero los eruditos modernos lo consideran parte de la Tradición deuteronómica, que abarca los libros de Deuteronomio a 2 Reyes, atribuidos a escritores nacionalistas y fervientes yahvistas durante la época del rey reformador de Judea Josías en el siglo VII a. C.. Este capítulo registra las actividades del juezz Sansón. Perteneciente a una sección que comprende Jueces 13 a 16 y Jueces 6:1 a 16:31.

## Texto
Este capítulo fue escrito originalmente en hebreo. Está dividido en 20 versículos.

### Testigos textuales
Algunos manuscritos antiguos que contienen el texto de este capítulo en hebreo pertenecen a la tradición del Texto Masorético, que incluye el Códice de El Cairo (895), el Códice de Alepo (siglo X) y el Códice Leningradoensis (1008).
Los manuscritos antiguos existentes de una traducción al griego koiné conocida como Septuaginta (originalmente se hizo en los últimos siglos a. C.) incluyen el Codex Vaticanus (B; {\displaystyle {\mathfrak {G}}}B; siglo IV) y Codex Alexandrinus (A; {\displaystyle {\mathfrak {G}}}A; siglo V). 

## Análisis
Un estudio lingüístico de Chisholm revela que la parte central del Libro de los Jueces (Jueces 3:7-16:31) puede dividirse en dos paneles basados en los seis estribillos que afirman que los israelitas hicieron el mal a los ojos de Yahvé:
Primer panel
A 3:7 ויעשו בני ישראל את הרע בעיני יהוה
Y los hijos de Israel hicieron lo malo ante los ojos del SEÑOR (KJV)
B 3:12 ויספו בני ישראל לעשות הרע בעיני יהוה
Y los hijos de Israel volvieron a hacer el mal otra vez ante los ojos del SEÑOR
B 4:1 ויספו בני ישראל לעשות הרע בעיני יהוה
Y los hijos de Israel volvieron a hacer el mal otra vez ante los ojos del SEÑOR
Segundo panel
A 6:1 ויעשו בני ישראל הרע בעיני יהוה
Y los hijos de Israel hicieron lo malo ante los ojos del SEÑOR
B 10:6 ויספו בני ישראל לעשות הרע בעיני יהוה
Y los hijos de Israel volvieron a hacer el mal otra vez ante los ojos del SEÑOR
B 13:1 ויספו בני ישראל לעשות הרע בעיני יהוה
Y los hijos de Israel volvieron a hacer el mal otra vez ante los ojos del SEÑOR
Además a partir de la evidencia lingüística, los verbos utilizados para describir la respuesta del Señor al pecado de Israel tienen patrones quiasticos y pueden ser agrupados para encajar en la división anterior:
La distribución de los 10 subcantos en 3 cantos es un 2 + 4 + 4 regular, con el siguiente número de cánticos por subcanto:
- Canto I: 3 + 3
- Canto II: 3 + 3 + 3 + 5 (¿3 + 2?)
- Canto III: 2 + 2 + 3 + 3

El número de estrofas por cántico en cada canto es bastante uniforme, con patrones numéricos en el Canto II que muestran una 'simetría concéntrica':
- Canto I: 4 + 4 + 4 | 4 + 4 + 4
- Canto Ila: 4 + 3 + 3 | 4 + 4 + 4 | 3 + 3 + 4 (concéntrico)
- Canto IIb: 4 + 4 + 3 + 4? + 4 (concéntrico)
- Canto III: 4 + 4 | 4 + 4 | 4 + 4 + 4 | 3 + 3 + 4

La regularidad de la estructura dentro de toda la sección clasifica esta composición como 'poesía narrativa' o 'narrativa poética'.
Además de la simetría temática, algunas partes de la narración muestran una estructura observable con equilibrios en el capítulo 13 y el capítulo 16 (cada uno de los cuales consta de tres subsecciones con un cuádruple discurso de preguntas y respuestas en el centro), mientras que los capítulos 14 y 15 muestran un paralelismo en la forma y el contenido. {sfn|Kim|1993|p=103}}
El capítulo 15:1-19 tiene la siguiente estructura:
A. Después de un tiempo ... Sansón visitó (15:1-3)
1. discurso entre Sansón y su suegro.
2. objeción paterna
3. rechazo de Sansón a la posibilidad de otra mujer.
B. Sansón fue (15:4-6a)
1. acción con animales (zorros).
C. Los filisteos subieron (15:6b-8)
1. acción que implica represalia, un acto vicioso
D. Los filisteos subieron (15:9-19)
1. discurso entre judaítas, filisteos y Sansón;
2. Los filisteos amenazan a un tercero con golpear a Sansón
3. Espíritu de YHWH y victoria de Sansón.

## La venganza de Sansón (15:1-8)
El deseo de Sansón por su mujer coincide con la época de la cosecha, un tiempo de fertilidad (cf. Rut 2), y trajo una ofrenda de paz como si todo estuviera perdonado, mostrando 'su ajenidad a las convenciones sociales'. El padre de la mujer ofreció a Sansón otro trato, la hermana menor (cf. Saúl a David, 1 Samuel 17:25; 18:17-22), pero éste fue rechazado y seguido por la venganza superheroica de Sansón, atando antorchas a las colas de 300 zorros para prender fuego al grano en pie, los viñedos y los olivares de los filisteos. Los filisteos se vengaron prendiendo fuego a toda la familia de la futura esposa de Sansón. Sansón tuvo un arrebato que mató a muchos filisteos como venganza, luego se retiró a una cueva en Etam(versículo 8).

### Versículo 8
Y los hirió de cadera y muslo con gran golpe, y descendió y se quedó en la hendidura de la peña de Etam.'
- «Cadera y muslo»: del hebreo: «“soq al-yarek”», probablemente un modismo para «victoria total».[20]
- «Roca de Etam»: se supone que es un lugar en un valle o arroyo con cuevas para esconderse. Etam se menciona como aldea (hasher) en el territorio de Simeón (1 Crónicas 4:32), que estaba dentro de Judá (Josué 19:1-9), más tarde fortificada por Jeroboam y catalogada entre Belén y Tecoa (2 Crónicas 11:6).[21]

## Sansón derrota a los filisteos (15:9-20)

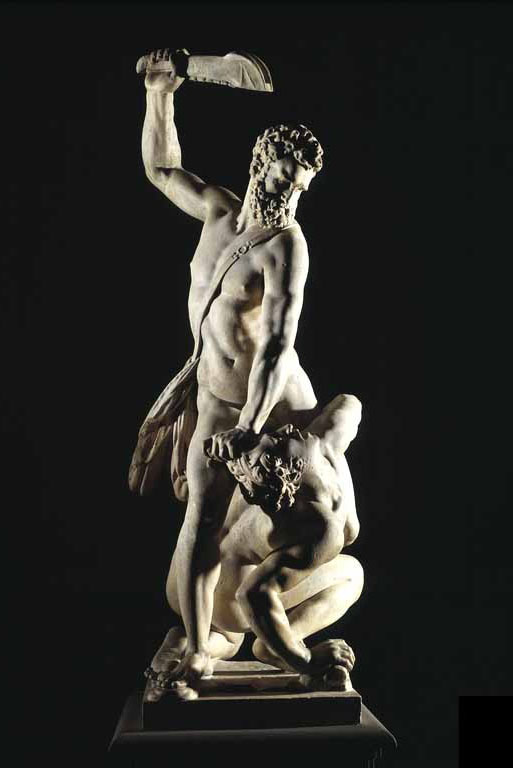
«Sansón matando a un filisteo», una escultura de mármol de Giambologna c. 1562

En otros lugares se retrata a los israelitas como personas que tienden a colaborar con el enemigo antes que a rebelarse (cf. Éxodo 2:14; 5:21), por lo que los hombres de Judá preferirían entregar a Sansón a los filisteos para evitar un ataque (cf. 2 Samuel 20:14-22).. Hasta 3000 hombres de Judá se acercaron a Sansón para atarlo según las instrucciones de los filisteos, pero comenzando con una acusación de maldad ('¿Qué es esto que nos has hecho?') para convencer a Sansón de que se dejara entregar pacíficamente al enemigo. Sansón fue con los filisteos hasta Lehi antes de tener un arrebato con un 'poder alimentado por el frenesí divino', rompiendo las cuerdas que lo ataban con una imaginería de 'fuego' (Versículo 14), y luego usando la quijada de un asno (otro motivo animal) para matar a mil hombres filisteos.
Los elementos básicos de esta lucha recuerdan un patrón similar en la lucha de Sansón con el león en los viñedos de Timnah como sigue:
| Jueces 14:5-6                                    | Jueces 15:14-19                                       |
| ------------------------------------------------ | ----------------------------------------------------- |
| Un león viene «rugiendo» al encuentro de Sansón. | Los filisteos vienen gritando al encuentro de Sansón. |
| El Espíritu de YHWH corre sobre Sansón.          | El espíritu de YHWH se abalanza sobre Sansón.         |
| Sansón parte al león en dos.                     | Sansón «derriba» a los filisteos.                     |

A continuación, Sansón utilizó un proverbio para declarar su victoria en un «canto de guerra» con un juego de palabras de la raíz «h-m-r» (podría significar «burro» o «amontonar», en paralelo a los muchos filisteos muertos como «montones y montones»). El relato de la asombrosa victoria sobre los filisteos concluye con la súplica de Sansón a Dios para saciar su sed, característicamente con una hipérbole si 'Dios pretende recompensar al héroe de Israel con la muerte por sed' (versículo 18). Dios respondió abriendo un manantial de una hondonada rocosa (cf. Elías y Moisés) para que Sansón pudiera beber y revivir. El Versículo 20 marca el final de la primera parte de la epopeya de Sansón, a la que seguirá la historia de la caída de Sansón en el capítulo siguiente.

### Versículo 20
Y juzgó a Israel en los días de los filisteos, veinte años. 
- «En los días de los filisteos»: sirve como recordatorio de la limitación de Sansón, que sus actos como juez empezaron y terminaron dentro del período de la ocupación filistea, por lo que Sansón no liberó totalmente a Israel de la opresión de los filisteos.[26] La victoria final contra los filisteos se lograría bajo el liderazgo de Samuel en Eben-Ezer (1 Samuel 7:12-1 Samuel 7:13), «veinte años» después de la devolución del Arca de la Alianza por los filisteos.[27]